# 風行網
風行網（Funshion）是一個以P2P串流平台的網路電視軟體、網站以及视频平台，目標用戶都設定在中國大陸。

## 公司
風行網（Funshion Online）於2005年9月28日創立，總部位於中國北京。
2012年3月29日，百视通斥资3000万美元收购风行网。2015年7月17日至2015年8月14日，东方明珠经上海文化产权交易所公开挂牌出售风行网63%股权，受让方为深圳市兆驰股份有限公司。出售后，东方明珠仍持有风行网19.76%的股权。
2016年9月，風行網與全球优质医养直达平台环球医城达成战略合作。

## 外部連結
- http://www.fun.tv/ （页面存档备份，存于）
- http://www.funshion.com/english/index.html （页面存档备份，存于）
- 風行網的新浪微博 （中文）